# Pilátus-hegy
A Pilátus-hegy egy hegy Luzern mellett. Több csúcsa van, a legmagasabb a 2132 méter magas Tomlishorn. Egy másik, Esel nevű csúcs éppen a fogaskerekű végállomása felé magasodik. A hegy az Obwalden, a Nidwalden és a Luzern kantonok határán található. A fő csúcsok pontosan Obwalden és Nidwalden határán vannak.

## Közlekedés
A hegy csúcsára a Pilátus-vasút fogaskerekű vasúttal is el lehet jutni Alpnachstadból. Ez a világ legmeredekebb fogaskerekű vasútja, maximális lejtése 48%. A hóviszonyoktól függően májustól novemberig működik.
Egész évben működik a felvonó, amely Kriens-szel köti össze a hegycsúcsot. Mind a Tomlishorn, mind pedig az Esel csúcsok ösvényeken közelíthetőek meg.
Ismert személyek, akik jártak a csúcson:
- Conrad Gessner
- Theodore Roosevelt
- Arthur Schopenhauer
- Viktória királynő

## Legendák
A Pilátustó legendája szerint Pilátust Tiberius császár láncra verette, amiért elítélte Jézust. Pilátus ezt követően öngyilkos lett és testét a Tiberis (Tevere) folyóba dobták. A folyó áradásokkal tiltakozott, ezért kivették a holttestet és a Rhône folyóba dobták. Miután itt is bajt okozott, ismét kivették és egy kicsi távoli tóba dobták a Pilátus-hegy oldalában, amely viszonylagos békét hozott. Így ez a kis tó maradt Pilátus lelkének végső nyugvóhelye, de a víz tükrének legapróbb megzavarása is hatalmas viharokat ébresztett.
A hegyről több sárkány-legenda is szól.

## Katonai használat
A hegyen több katonai objektum, radar és időjárás állomás is található.

## Képek
- A Pilátus vasút
- A vasút végállomása a hegyen
- A meredek pályát lehetővé tevő Loher Rack rendszer
- Kilátás a Pilátus-hegyről
- A Tomlishorn csúcs és szálloda
- Radar és időjárás állomás

## Fordítás
Ez a szócikk részben vagy egészben  a   Mount Pilatus című angol Wikipédia-szócikk fordításán alapul.  Az eredeti cikk szerkesztőit annak laptörténete sorolja fel. Ez a jelzés csupán a megfogalmazás eredetét és a szerzői jogokat jelzi, nem szolgál a cikkben szereplő információk forrásmegjelöléseként.